# İzbırak
Das Dorf İzbırak (auch Zaz) aramäisch: ܙܰܐܙ, ist ein Dorf in der Provinz Mardin im Südosten der Türkei. Es befindet sich im Bezirk Midyat und in der historischen Region Tur Abdin.
Im Dorf befinden sich zahlreiche Kirchen, Mor Dimet, Mort Shmuni und Ruinen der Kirche von Mor Gabriel.

## Geschichte

### Von der Antike bis in die frühe Neuzeit
Zaz wird als Siedlung von Zazabukha bezeichnet, in der der assyrische König Ashurnasirpal II während seines Feldzugs gegen Nairi lagerte und 879 v. Chr. von Chabkhi Tribut erhielt. Bögen an der Nordseite der Kirche von Mor Dimet deuten darauf hin, dass ursprünglich vorchristliche Gebäude auf dem Gelände standen. Die Kirche von Mor Dimet wurde 932 erbaut, aus welchem Jahr eine Grabinschrift erhalten ist. Eine Kopie der aramäischen Diptychen (aramäisch: Sphar Ḥaye, "Buch des Lebens"), die im frühen 16. Jahrhundert im Dorf geschrieben wurde, wurde 1909 gefunden, ging aber beim Aramäischen Völkermord verloren.

### 20. Jahrhundert
Bis 1915 wurde Zaz ausschließlich von Angehörigen der syrisch-orthodoxen Kirche in 200 Familien bewohnt. Während der Massaker an den syrischen Christen während des Ersten Weltkriegs wurde das Dorf im August 1915 von Kurden angegriffen, und die Dorfbewohner flüchteten in die Kirche von Mor Dimet und in zwei große Häuser. Nachdem sie die Zusicherung erhalten hatten, dass die Dorfbewohner nicht verletzt würden, verließ ein Teil der Dorfbewohner die Gebäude, wurde aber von den Kurden auf einen Hügel namens Ferburne gebracht und dort getötet. Zwei Überlebende des Massakers in Ferburne konnten entkommen und kehrten nach Zaz zurück und warnten die Dorfbewohner, die sich darauf in der Kirche verbarrikadierten und einem dreitägigen Sturm auf die Kirche standhielten. Nach dem Rückzug der Kurden blieben die Christen von Zaz zwei weitere Wochen in der Kirche. Inzwischen hatten die Kurden die Behörden in Mardin alarmiert, dass die Bewohner von Zaz mit ausländischer Hilfe einen Aufstand unternommen hätten. Eine schwerbewaffnete und mit Artillerie ausgerüstete Abteilung der regulären osmanischen Armee rückte daraufhin nach Zaz vor und nahm zunächst die Kirche unter Kanonenbeschuss. Nachdem die Belagerten das Feuer nicht erwiderten, stellte der befehlshabende Major das Feuer ein und inspizierte die Lage. Nachdem er festgestellt hatte, dass die Angaben über Bewaffnung und ausländische Unterstützung, die die militärische Intervention ausgelöst hatten, falsch waren, brachte er mit militärischer Eskorte die Einwohner nach Kfar Boran, wo sie sich anschließend unter dem Schutz des Militärs einen Monat lang aufhielten. Dann wurden sie in das inzwischen von seinen christlichen Bewohnern entblößte Midyat in die Kirche Mart Schmuni gebracht. Dort litten sie unter Hunger, Durst und Krankheiten bis zum Ende der Massaker. Lediglich 100 Personen überlebten. Sie zerstreuten sich über die muslimischen Dörfer des Tur Abdin und arbeiteten dort. Ein Teil der Überlebenden wurde 1920 von Çelebi, Agha des Heverkan-Clans, bei der Rückkehr nach Zaz unterstützt.
1924 wurde der Kirche von Mor Dimet eine Portikus hinzugefügt.
In den frühen neunziger Jahren des 20. Jahrhunderts kam es im Rahmen des kurdisch-türkischen Konflikts in der Nähe des Dorfes zu Scharmützeln zwischen Dorfwächtern, dem türkischen Militär und Milizen der kurdischen Arbeiterpartei (PKK). Dorfwächter und ihre Verwandten erpressten am 18. Februar 1992 20 Millionen türkische Lira von den Dorfbewohnern, indem sie drohten, den Muhtar Gevriye Akyol zu töten. Die aramäischen Dorfbewohner mussten im April 1993 nach Midyat fliehen, nachdem sie Morddrohungen von Dorfwächtern erhalten hatten. Sie blieben dort in der Hoffnung, dass sich die Situation verbessern würde, erhielten jedoch erneut Morddrohungen, als sie im Sommer nach Zaz zurückkehrten. Die vier kurdischen Familien durften bleiben, während die Aramäer nach Europa auswanderten, insbesondere nach Deutschland und Schweden.